# 台北清真寺
台北清真寺（タイペイせいしんじ; 繁: 臺北清真寺; 拼音: Táiběi Qīngzhēnsì）は、中華民国（台湾）の首都である台北市大安区にある台湾最大のモスク。1960年に完成したモスクには台湾最大のイスラーム組織である中国回教協会が本部を置いている。土地の所有権をめぐる騒動で一時は取り壊しの危機に陥ったものの1999年には台北市から市定古跡として登録され、今に至るまで台湾のムスリムにとって重要な台北市のランドマークとなっている。

## 歴史

### 建設の背景
日中戦争後に再び勃発した国共内戦に敗れた中華民国の国民党政府は1949年に台湾へ移った。このとき国民党政府と共に台湾へ渡ったのが、日中戦争中に回民で結成された白崇禧を理事長とする中国回教協会の構成員を中心とした約2万人のムスリムであった。
台湾に渡ったムスリムたちは日本統治時代に建設された台北市の麗水街のおよそ300坪の中古の日本家屋を改装して清真寺としていたが、台湾に来るムスリムが増えるにしたがって手狭になっていった。1957年、中東諸国の歴訪から帰国した当時の外交部長である葉公超はイスラーム諸国との外交関係を維持するためには清真寺の建設が急務であるとの認識から、新たな清真寺の建設を提案した。1949年12月12日には600人収容可能の清真寺を建設することを目的とした「臺北清真寺興建委員會」（台北清真寺建設委員会）が発足した。

### 清真寺の建設
1958年4月、中国回教協会は張子良という人物から台北市大安区新生南路の3,300m2の土地を購入した。同年11月に清真寺の建設が開始され、2年後の1960年4月13日に当時としては極東最大のモスクである台北清真寺が完成した。清真寺の落成式は当時の副総統である陳誠が執り行い、式典にはブルネイ、フィリピン、日本、マレーシア、タイ、香港、オーストラリアなどの代表が出席し、そのなかでブルネイのスルタンがクルアーンの第1章の朗読を行った。清真寺には中国回教協会の本部が置かれた。清真寺の建設費のうち、イランとヨルダンから合計およそ150,000ドルが寄付され、台湾銀行から100,000ドルの融資が行われた。他にもサウジアラビアや、台湾のムスリムの故郷である寧夏回族自治区（寧夏省）からも寄付があった。しかしこのとき清真寺は張子良と土地使用証明書の交換をしたが、そののち張子良は海外に移住し、15年以内にしなければならない土地の名義変更手続きをしなかったため台北清真寺の土地の登記簿上の所有者は張子良であった。
1971年にはサウジアラビアのファイサル2世が台湾を訪れた折に台北清真寺を訪問した。ファイサル2世はもともと10分間の滞在の予定だったが1時間滞在した。

### 清真寺立ち退きの危機
台北清真寺の完成からおよそ30年が経った1987年、台湾に帰国した台北清真寺の土地のもとの所有者である張子良が土地の返還を求めて台北地方裁判所に民事訴訟を起こした。裁判では三審とも台北清真寺側が勝訴したが、張子良は1993年の死去まで名義上の土地の所有者であり続け、死後は彼の12人の息子たちが主管官庁に土地の継承を申請したのち所有権を相続し、その土地の権利をセメント会社である嘉新水泥公司（嘉新セメント社）に売却した。嘉新水泥公司は1997年に名義変更手続きを受けて登記簿上の土地の所有権となり、台北清真寺に立ち退きを要求した。これをうけて台北清真寺は取り壊しを避けるため文化資産保存法に基づく市定古跡への登録を目指した。1998年7月、台北市民政局は清真寺を訪問調査したが「年代が古跡としての基準に達していない」として保留とした。1999年3月18日にはムスリムであり国会議員である劉文雄の働きかけで「清真寺的未来」（清真寺の未来）と冠された公聴会が国会議事堂で開かれ、その公聴会で配布された資料において台北清真寺は「台湾で唯一のアラビア式のモスクであり、イスラームの芸術的特色を備えていて、台北市という都市の国際的で多元的な文化の象徴を示している」とされた。1999年3月29日、台北市は清真寺や文化界などからの求めに応じて再度調査を行い、前年の決定を覆して台北清真寺を市定古跡として認定し、同年6月29日に正式に登録された。この認定について、古跡認定の責任者である台北市民政局の林政修局長はメディアに対して、台北清真寺の古跡認定は、清真寺自体の年代や芸術的価値ではなく、マイノリティの文化を尊重するという社会的意義があったことを強調した。また、この騒動において台湾メディアのほとんどは台湾の外交戦略上の位置づけやマイノリティ保護の観点から清真寺の取り壊しを中止するべきであるという立場だった。

### 現在まで
2020年、中華郵政は、台湾の文化的多様性に着目したものとして台北清真寺と台中市にある台中清真寺の切手を販売した。

## 活動

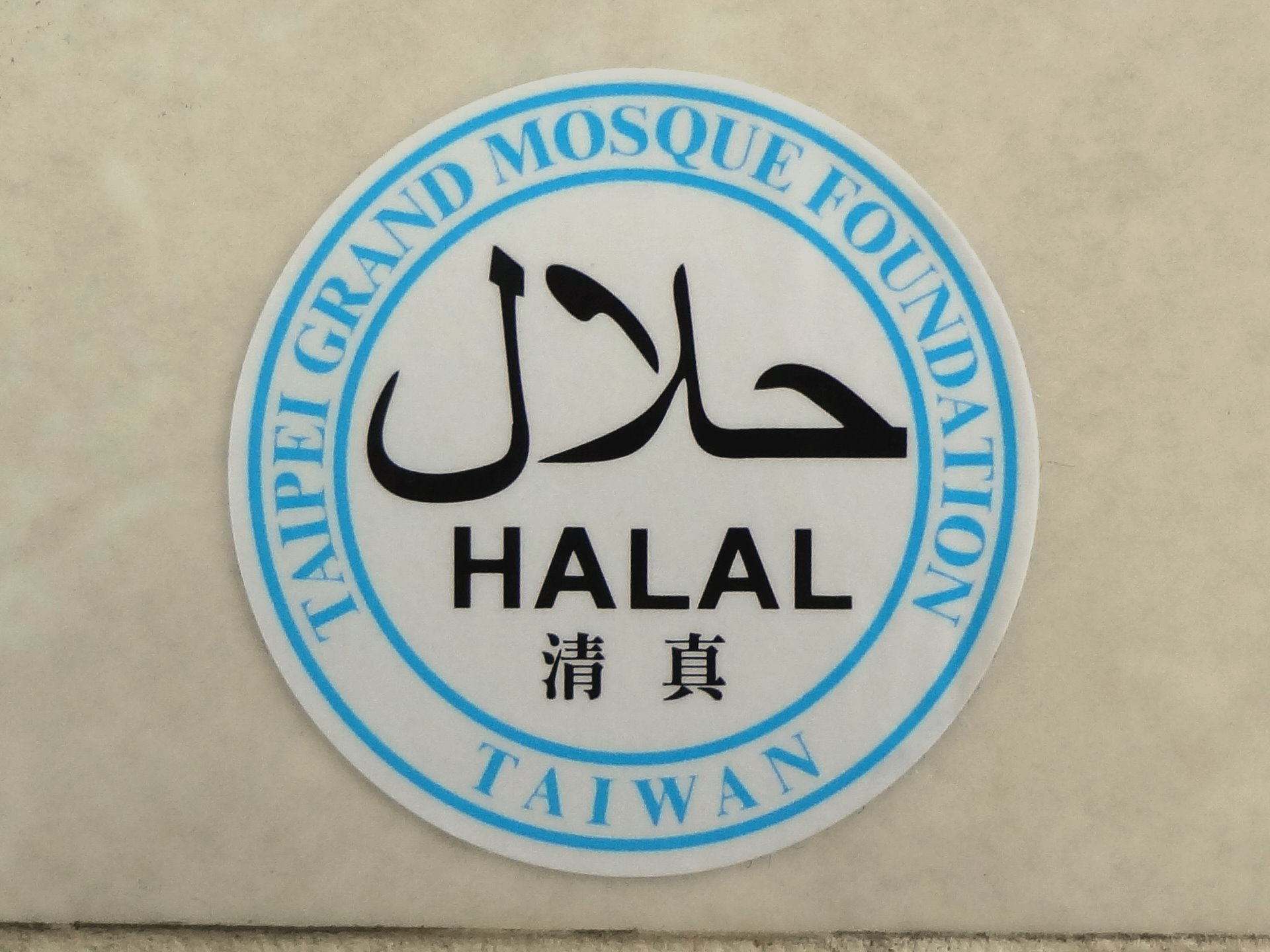
台北清真寺が発行しているハラール認証マーク

### 礼拝
礼拝はイマームがアラビア語でクルアーンの朗読を行ったのち中国語でそれを解説する。金曜礼拝は13時から15時の間に行われる。

### ハラール認証
台北清真寺に本部を置く中国回教協会は台湾の飲食企業やホテルなどに対してハラール認証を行っているが、台北清真寺も独自にハラール認証を行っており、2010年にはマレーシアのハラール認証機関であるマレーシア・イスラム開発局からハラール認証機関として公認を受けた。

## 建築
台北清真寺は鉄筋コンクリート造であり、外壁は表面処理としてセメントと模造石で補強されている。設計者は、鉄筋コンクリートを用いて華北の宮殿建築の特色を表現することを得意とする楊卓成であり、他の作品として国家両庁院や円山大飯店などが挙げられる。建築様式としてはオスマン建築とペルシャ建築の融合が図られている。また、清真寺の回廊はロマネスク風の馬蹄型アーチを描いている。

### 礼拝室

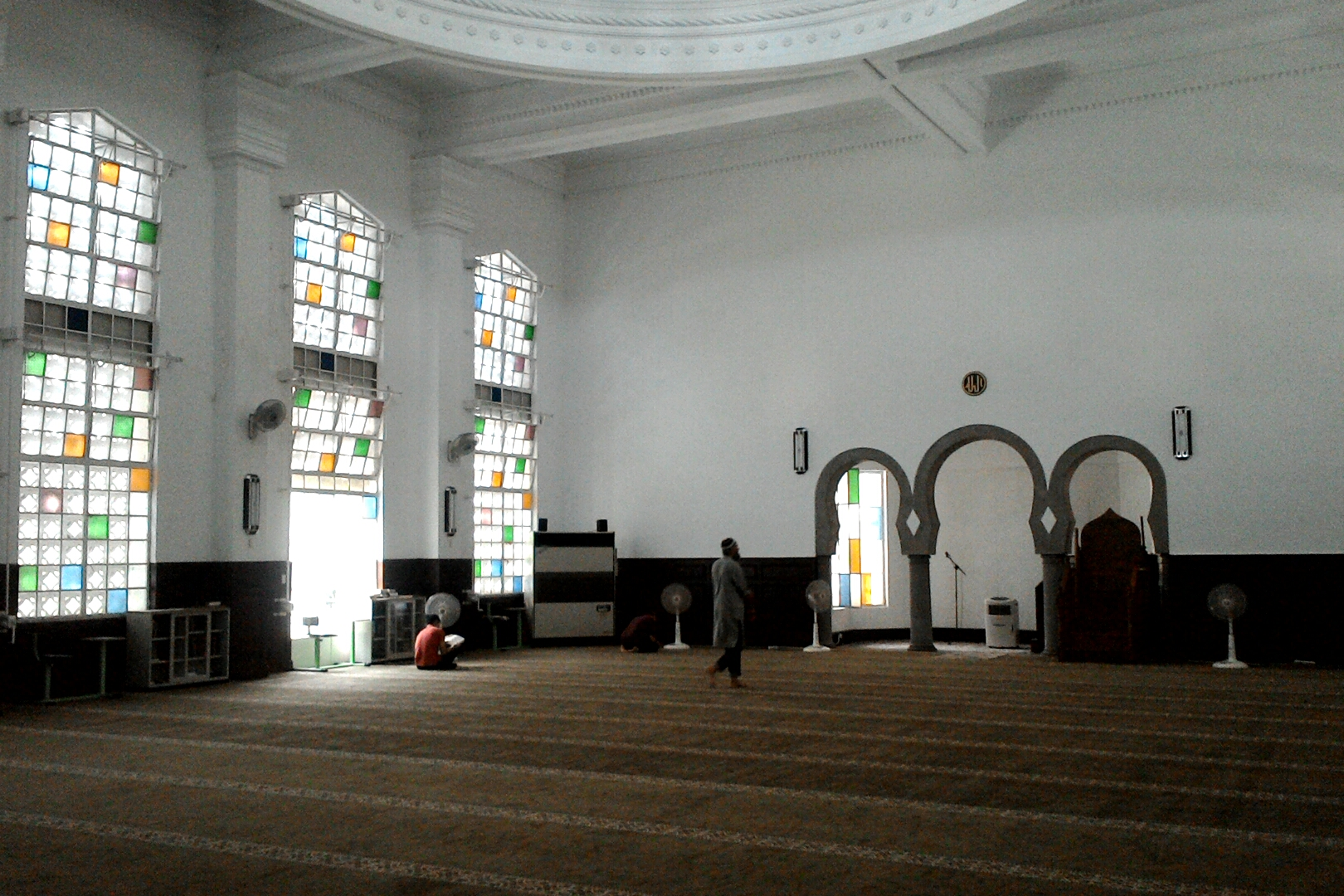
礼拝室の様子

礼拝室は世界各国のモスクと同じくマッカの方向を向いている。礼拝室にはペルシャ絨毯が敷かれ、天井からはシャンデリアが吊るされている。礼拝室には礼拝の方向を示すミフラーブがあり、馬蹄型アーチの門で装飾されている。礼拝室には装飾はなく、換気のために開閉できるようになっている幾何学的なステンドグラスがあるくらいである。もともと礼拝室は天井が高い1階建てとなる予定だったが、ムスリムの家族たちが礼拝できるようにするため2階建てとなり、1階は男性用、2階は女性用の礼拝場となっている。なお、礼拝室はムスリム以外の立ち入りは禁止されている。

### ドーム
清真寺の中央に1つの巨大な、両端に2つの小さな金色のオスマン風のドームがある。かつてのドームの色は緑だったが、2015年に金色に塗り替えた。これは、もともと銅で作られて真鍮色をしていたドームが建設から年月が経つにつれて緑色になっていったため塗りなおしたものであるとしている。高さは15mであり、支柱はない。

### ミナレット
鉄筋コンクリート製の灰色のミナレットが2本あり、それぞれ高さは20mである。ミナレットの頂点のタマネギ型のドームは中国建築と中東の建築を折衷している。

## 市定古跡登録
台北清真寺は1999年6月29日に文化資産保存法に基づく台北市の古跡として登録された。古跡の評定には「歴史、文化、芸術的な価値を有している」「各時代の建築技術流派の特徴を表現する」「そのた古跡としての価値があるもの」の3つの基準があり、台北清真寺はそれぞれ「イスラーム諸国との外交関係に答えて1958年に創建され、外交に多大な貢献をして歴史的、宗教的に深い意義を持っている」「建物はアラビア風、主殿はドームで正面には弧状の回廊、両側にはそびえたつミナレットがあり外観は素朴で美しい」「台北市の重要なランドマークの1つであり、台北市の都市景観を豊かにしている」として基準を合格した。また、保存状態は良好とされ台湾のムスリムの歴史の中で重要で神聖な建物であるという評価を受けている。

## ギャラリー

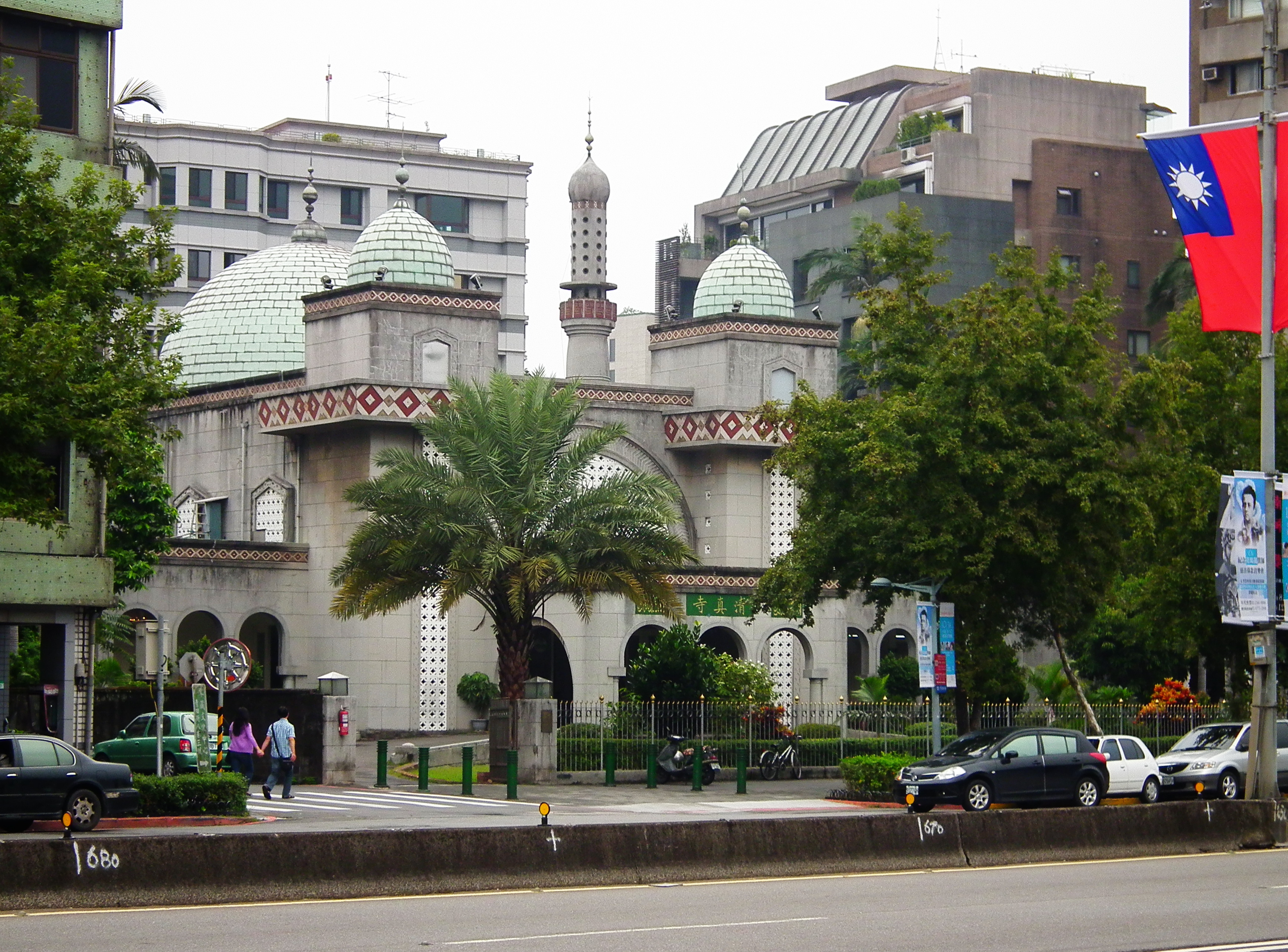
清真寺の遠景
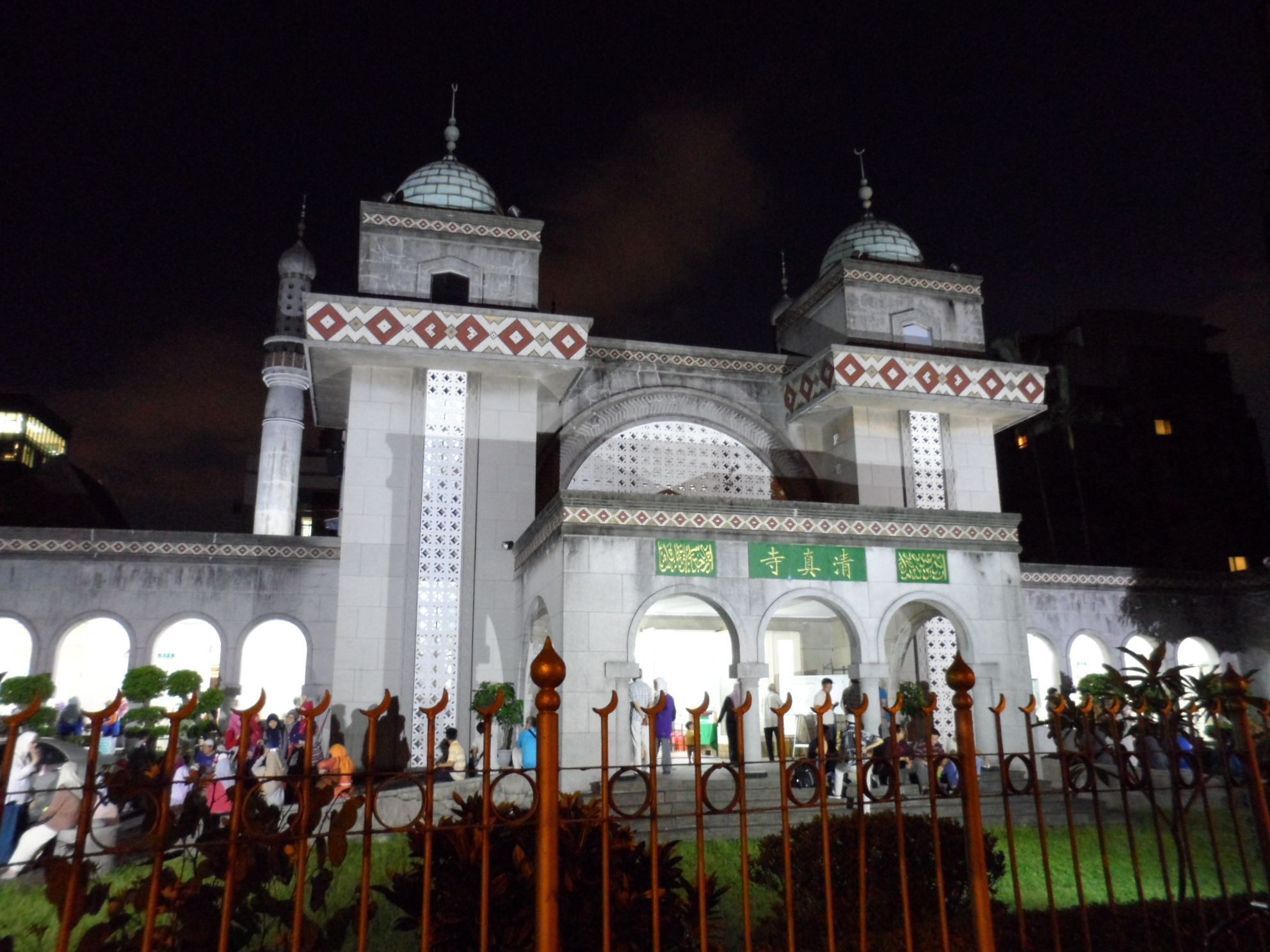
夜の清真寺
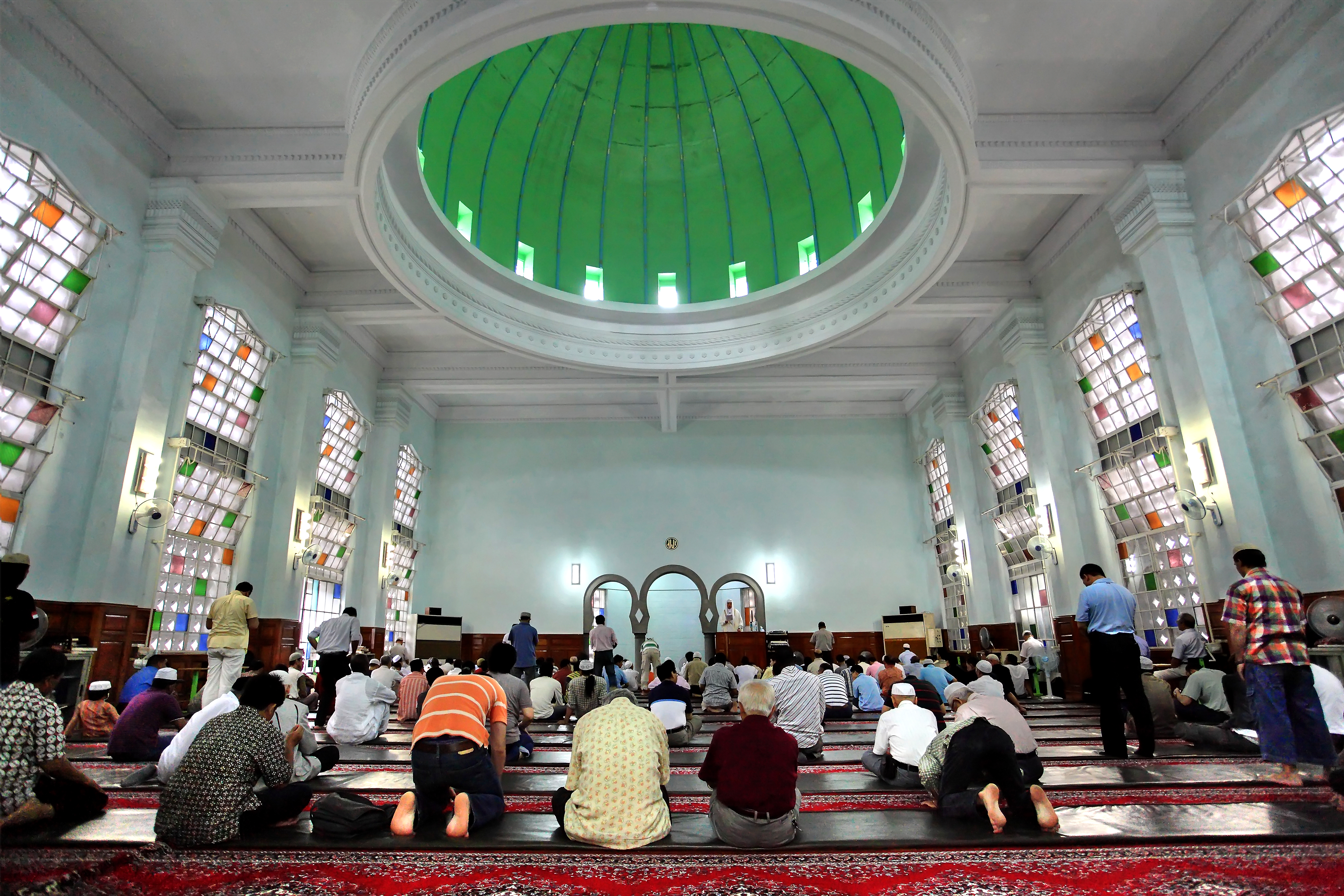
礼拝室で礼拝を行うムスリム
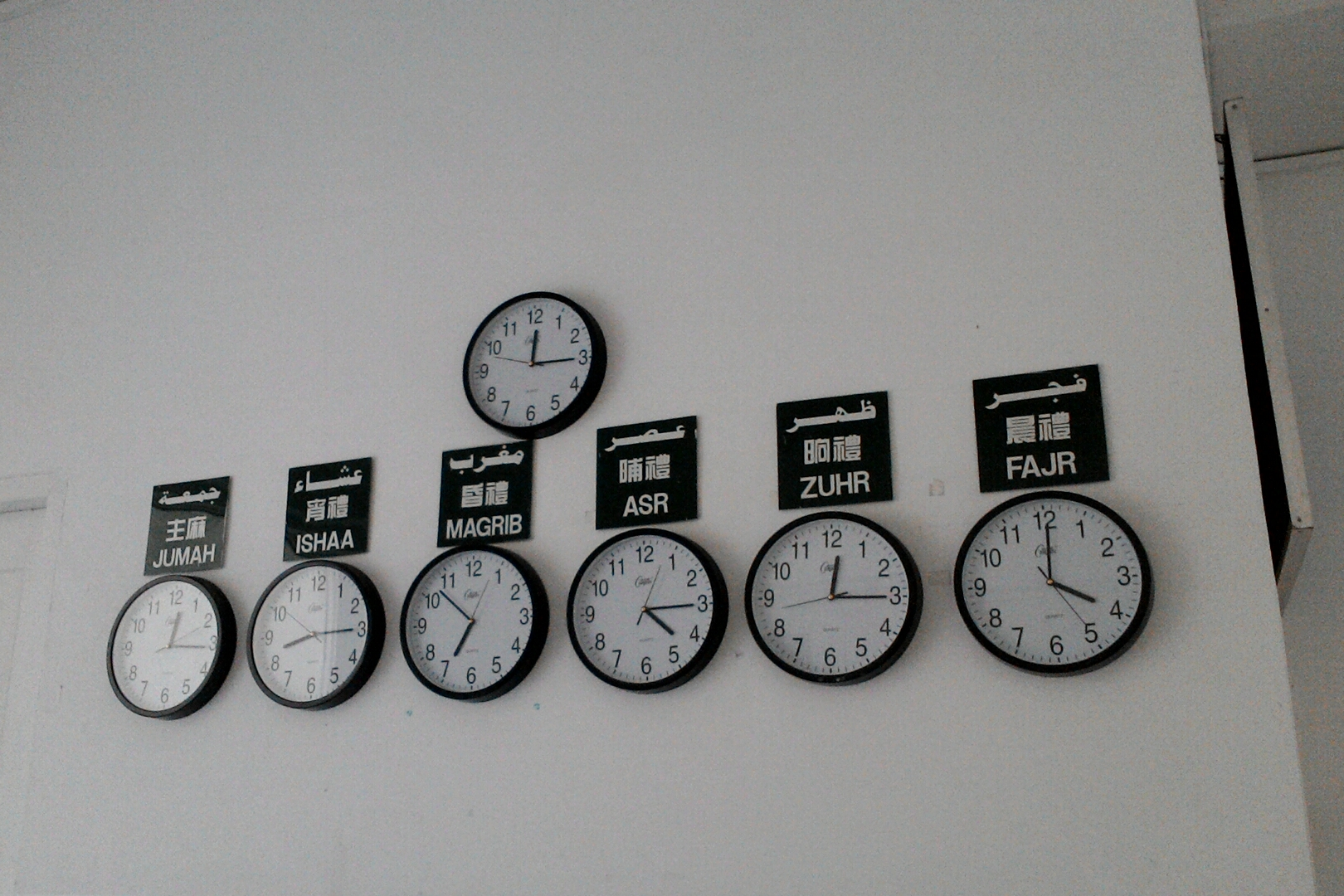
礼拝時間を示した時計